# Cerastium banaticum
Cerastium banaticum är en nejlikväxtart. Cerastium banaticum ingår i släktet arvar, och familjen nejlikväxter.

## Underarter
Arten delas in i följande underarter:
- C. b. banaticum
- C. b. speciosum